# Петровка, 38
«Петрівка, 38» (рос. «Петровка, 38») — радянський гостросюжетний детективний художній фільм, знятий у 1980 році за однойменною повістю  Юліана Семенова режисером  Борисом Григор'євим. Через рік вийшло його продовження — фільм «Огарьова, 6».

## Сюжет
Співробітники Московського карного розшуку — полковник Олексій Павлович Садчиков, майор Владислав Миколайович Костенко і старший лейтенант Валентин Росляков розслідують зухвалі розбійні напади, вчинені групою злочинців у темних окулярах.
За допомогою підлітка Льоньки, який випадково познайомився з бандитами й виявився залучений у невдале пограбування ощадкаси, були затримані злочинці на прізвиська «Чита» і «Пан», але ватажок банди — Прохор — залишився на свободі.
Розслідування приводить співробітників карного розшуку в підмосковне село, де проживає якийсь тихий дідок. Цим дідком і виявився Прохор, ватажок банди.
У перестрілці злочинець завдає важке поранення молодому співробітникові карного розшуку старшому лейтенантові Валентину Рослякову, але лікарям вдається врятувати його.
Сам Прохор намагається втекти, і майор Костенко організовує погоню…

## У ролях
- Георгій Юматов —  Олексій Павлович Садчиков, полковник карного розшуку
- Василь Лановий —  Владислав Миколайович Костенко, майор карного розшуку
- Євген Герасимов —  Валентин Росляков, старший лейтенант карного розшуку
- Микола Крюков —  Овер'ян Прохорович, «Прохор», злочинець-власовець, рецидивіст, ватажок банди
- Михайло Жигалов —  Олександр Миколайович Ромін, «Сударь», злочинець
- Олександр Никифоров —  Костянтин Іванович Назаренко, «Чита», злочинець
- Микола Єременко (старший) —  генерал міліції
- Людмила Нільська —  Олена, спортсменка (стрибки з вишки в воду)
- Григорій Лямпе —  Арно, професор
- Олександр Єгоров —  Льонька Самсонов
- Юрій Волков —  Олексій Олексійович Самсонов, батько Льоньки
- Валентина Титова —  Людмила Аркадіївна Самсонова, мати Льоньки
- Вацлав Дворжецький —  Лев Іванович, вчитель літератури
- Юрій Катін-Ярцев —  Григорій Іванович, приятель Арно
- Володимир Качан —  Гаврилов, залицяльник Надії
- Володимир Смирнов —  слідчий в їдальні
- Герман Качин —  Харитонов, тренер зі стрибків з вишки  (озвучує  Юрій Саранцев)
- Андрій Юренєв —  Молочков, черговий по відділенню
- Єлизавета Кузюріна —  співмешканка Прохора
- Борис Григор'єв —  хірург
- Юлія Цоглин —  Галина Василівна, дружина Садчикова, медсестра
- Манефа Соболевська —  Ямщикова, касир ощадкаси
- Тетяна Гаврилова —  Надія
- Григорій Патласов —  Іван Шрезель
- Олена Морозова —  внучка господарки будинку Прохора

## Знімальна група
- Сценарист:  Юліан Семенов
- Режисер:  Борис Григор'єв
- Оператор:  Ігор Клебанов
- Художник:  Ольга Кравченя
- Композитор:  Георгій Дмитрієв